# Hein Wellens

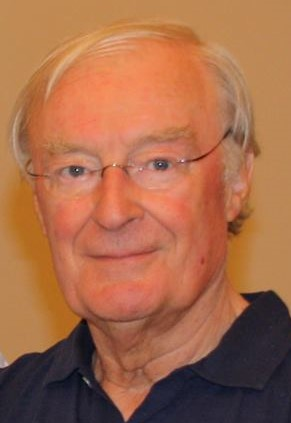
Hein Wellens in 2012

Henrick Joan Joost (Hein J.J.) Wellens (Den Haag, 13 november 1935 – Maastricht, 9 juni 2020) was een Nederlands cardioloog en hoogleraar aan de Universiteit van Maastricht. Hij wordt beschouwd als de vader van het cardiologisch subspecialisme klinische elektrofysiologie. Binnen de klinische elektrofysiologie wordt via katheterisatie de elektrische activiteit van het hart bestudeerd en gestimuleerd. In de jaren 50 en '60 van de 20e eeuw waren Paul Puech, eerst in Mexico en later in Frankrijk, Benjamin Scherlag en Onkar Narula in de Verenigde Staten van Amerika en Dirk Durrer en Philippe Coumel in Europa, pioniers op dit gebied. Een tweede innovatiegolf van onderzoekers gebruikte deze technieken om de mechanismen van tachycardie en de behandeling hiervan te bestuderen. Van deze tweede golf van onderzoekers hadden Hein Wellens in Europa en Kenneth Rosen, John Gallagher en Mark Josephson in de Verenigde Staten de meeste invloed, als onderzoekers en docenten. Josephson is auteur van het eerste en meest succesvolle tekstboek over klinische elektrofysiologie.
Wellens, onder Europese cardiologen bekend onder de bijnaam "the giant of Maastricht" (de reus van Maastricht), is sinds lange tijd geassocieerd met het Maastricht Universitair Medisch Centrum. Hij heeft veel cardioloog-elektrofysiologen opgeleid in de jaren 1976 tot zijn pensioen in 2002.

## Carrière
Als student en medewerker van professor Dirk Durrer in Amsterdam was Wellens betrokken bij het vroege onderzoek naar elektrische stimulatie van het hart bij patiënten met het syndroom van Wolff-Parkinson-White. Bij deze groep patiënten werd voor het eerst aangetoond dat hartritmestoornissen kunnen ontstaan en verdwijnen door premature slagen. In 1971 beschreef hij geprogrammeerde elektrische stimulatie van het hart bij patiënten met atriale flutters, AV-nodale tachycardieen, en accessoire atrioventriculaire verbindingen in zijn proefschrift Electrical stimulation of the heart in the study and treatment of tachycardias, verdedigd aan de Universiteit van Amsterdam. In 1972 toonde hij aan dat hartritmestoornissen bij patiënten met ventriculaire tachycardieen gestart en gestopt kunnen worden door premature stimulatie. Dit onderzoek zou aan de basis staan van de nieuwe chirurgische en ritmecontrole behandelmethoden van hartritmestoornissen die bekend werd onder de naam "klinische elektrofysiologie". In 1977 stapte hij over naar de nieuw opgerichte Universiteit van Limburg, de latere Universiteit van Maastricht. Daar creëerde hij een internationaal bekend centrum voor de studie en behandeling van hartritmestoornissen.
Wellens heeft meer dan 600 publicaties, meer dan 200 hoofdstukken in boeken. Verder is hij auteur van of heeft een bijdrage geleverd aan 18 boeken over cardiologie. Meer dan 150 buitenlandse cardiologen zijn in perioden van 6 maanden tot twee jaar tijd in Maastricht door hem opgeleid in de principes van klinische elektrofysiologie. Hij was emeritus-hoofd van de afdeling cardiologie in het Maastricht Universitair Medisch Centrum.
- Bibsys: 90151608
- Biblioteca Nacional de España: XX1494266
- Bibliothèque nationale de France: cb14587881z (data)
- CiNii: DA05168185
- Gemeinsame Normdatei: 1056118237
- International Standard Name Identifier: 0000 0001 1566 7674
- Library of Congress Control Number: n79148110
- Nationale Bibliotheek van Tsjechië: xx0217307
- Nationale Bibliotheek van Israël: 987007442472005171
- Nationale en Universitaire bibliotheek Zagreb: 000633712
- Nederlandse Thesaurus van Auteursnamen: 06776794X
- Système universitaire de documentation: 253581923
- Trove: 1009809
- Virtual International Authority File: 34703897
- WorldCat: E39PBJtCwxdB4Q9RDP4YhRGJXd